# Хирургическое лечение
Хирурги́ческое лече́ние (лечение с использованием хирургического метода лечения) — метод лечения заболеваний путём разъединения и соединения тканей в ходе хирургической операции.
Хирургическое лечение имеет ряд этапов:
1. Предоперационный этап;
2. Операция:
  - Обезболивание;
  - Хирургический доступ — часть операции, обеспечивающая подход к органу или образованию, на котором будет производиться операция. Доступ должен быть физиологичным, анатомичным и достаточным для осуществления поставленной цели. Общепринято утверждение: в хирургии надо бояться плохого обезболивания и плохих доступов (С. Л. Либов). Для объективной оценки хирургического доступа применяется ряд характеристик оперативного действия;
  - Оперативный приём — методика операции. Оперативный приём, методика и название органа, на котором его проводят, определяют название хирургической операции;
  - Выход из операции — заключается в послойном ушивании операционной раны, дренировании или тампонаже полостей;
3. Послеоперационный период — от момента окончания операции до выписки пациента из стационара.